# Alejandro Fombellida
Alejandro Fombellida Rico (* 27. März 1915 in Valladolid; † 9. Februar 1958 in Buenos Aires) war ein spanischer Radrennfahrer und nationaler Meister im Radsport.

## Sportliche Laufbahn
Fombellida bestritt Straßenradsport, Querfeldeinrennen und Bahnradsport. Er wurde nationaler Meister im Sprint 1944 und 1946. 1949 gewann er das Sechstagerennen von Buenos Aires mit Raoul Martin, 1948 war er Dritter geworden. Bis 1943 fuhr er als Unabhängiger, 1944 wurde er Berufsfahrer im Radsportteam Galindo und blieb bis 1951 aktiv.
In der Vuelta a España gewann er sechs Etappen, eine 1945, drei 1946 und zwei 1947. Die Vuelta fuhr er viermal. 1945 wurde er 9., 1946 6., 1947 23. der Gesamtwertung. 1948 schied er aus.